# Le Garçon qui avait peur
Le Garçon qui avait peur (Call It Courage, publié sous le titre The Boy Who Was Afraid au Royaume-Uni) est un roman pour enfants de 1940, écrit et illustré par l'auteur américain Armstrong Sperry. Le roman a remporté la médaille Newbery de 1941.
Le roman raconte l'histoire d'un garçon qui essaie de surmonter sa peur de la mer. Il est traduit pour la première fois en français en 1955 aux éditions G.-T. Rageot.

## Résumé
Le récit du Garçon qui avait peur se déroule dans les îles du Pacifique. Il raconte le voyage de Mafatu, fils du chef de l'île Hikueru, Tavana Nui. Mafatu a peur de la mer parce qu'il a vu sa mère mourir alors qu'il était un jeune enfant, ce qui fait de lui une honte pour son père, et considéré comme un lâche parmi sa tribu. Mafatu décide de prendre une pirogue et navigue sur l'océan sans savoir où il finira. Il est pris dans une tempête et le bateau est perdu. Il échoue sur une île déserte et apprend à chasser et à pêcher par lui-même, avec ses compagnons Uri, un petit chien jaune et Kivi, un albatros.
Bientôt, Mafatu trouve un autel sacrificiel construit par des cannibales d'une île voisine. Mafatu se rend compte qu'il habite l'île depuis environ une semaine et commence à concevoir un plan d'évasion en fabriquant un canoë. Il rassemble tout ce dont il aura besoin pour survivre à un voyage à travers l'océan. Il trouve un fer de lance sur le terrible autel et, après l'avoir attaché à un manche, l'utilise pour la chasse et se défendre.

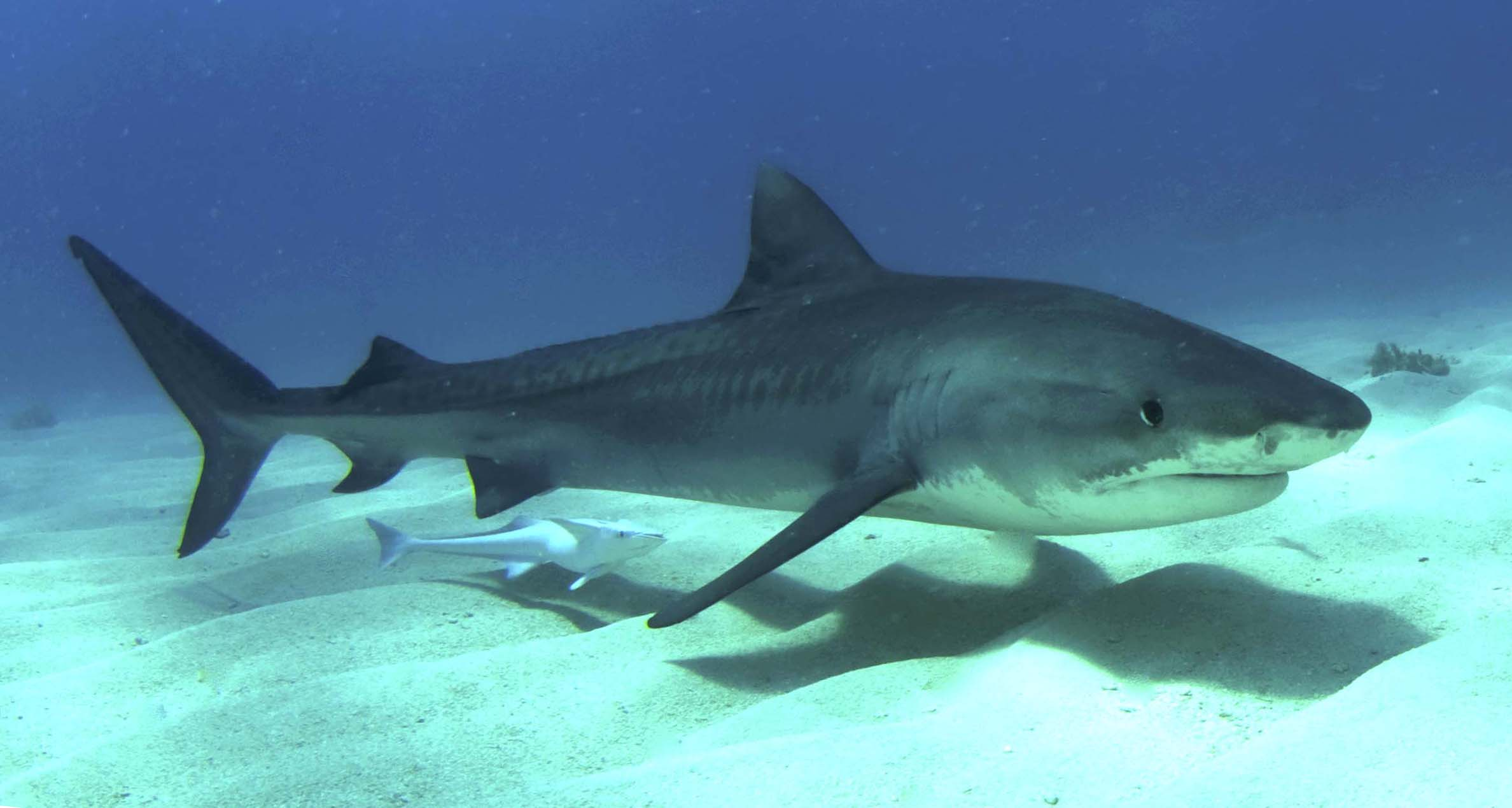
Un requin tigre, un des nombreux dangers auxquels Mafatu doit faire face.

Après un certain nombre de rencontres avec des ennemis, dont un requin tigre, un sanglier et une pieuvre, qu'il tue tous avec succès, c'est à ce moment-là qu'il se rend compte qu'il gagne en courage et apprend à faire face aux choses qui l'ont effrayé. Les cannibales reviennent et il leur échappe audacieusement, rentrant enfin chez lui, dans son village. L'expérience l'a transformé en une figure imposante. Son père ne le reconnaît pas au début, mais ensuite il l'accepte fièrement. L'histoire de Mafatu est racontée à travers les âges aux générations futures par le peuple de sa tribu.

## Publications
La version anglaise du livre compte cinq chapitres pour 92 pages à lire. Publié en 1940, il a eu de nombreuses impressions et a été traduit dans de nombreuses langues.
En français, il est traduit par Germaine Guillemot-Magitot (1881-1970) et publié aux éditions Rageot en 1955 :
- (en) Armstrong Sperry (trad. Germaine Guillemot-Magitot), Le Garçon qui avait peur [« Call it courage »], Paris, G.-T. Rageot, 1955, 155 p. (BNF 32642135)

## Récompenses
L'année suivant sa sortie, le roman remporte la médaille Newbery. Cinq ans auparavant, l'auteur avait gagné un Newbery Honor pour son roman de 1935, All Sail Set: A Romance of the Flying Cloud.

## Adaptations

### Film
Call it Courage est un téléfilm basé sur un scénario de Benjamin Masselink et une narration de Don Ho. Il est diffusé pour la première fois dans Le Monde merveilleux de Disney (The Wonderful World of Disney) le 1re avril 1973 (saison 19, épisode 20),. 
Le film est tourné en 1972 sur les îles de Bora-Bora et Tahiti. Des acteurs locaux, parlant tahitien, ont été engagés pour jouer dans le téléfilm. Le rôle du jeune Mafatu est joué par Evan Temarii.

### Spectacle musical
Une version musicale de Call It Courage est jouée entre le 9 avril et le 8 mai 2010 par Zachary Scott Showstoppers. La musique et les paroles de la production sont d'Adam Overett, et elle est dirigée et chorégraphiée par Adam Roberts. La directrice adjointe de la comédie musicale est Jaclyn Loewenstein.